# FC MAS Táborsko
Football Club Moravské akciové strojírny Táborsko a.s. w skrócie FC MAS Táborsko – czeski klub piłkarski grający w Fotbalova národní liga, mający siedzibę w mieście Tabor.

## Historia
Klub został założony w 2012 roku w wyniku fuzji dwóch innych klubów, FK Spartak MAS Sezimovo Ústí oraz FK Tábor. Od początku istnienia występuje w drugiej lidze czeskiej.

## Stadion
Domowe mecze klub rozgrywa na stadionie o nazwie Sportovní areál Soukeník w Sezimovo Ústí, który może pomieścić 7500 widzów.

## Reprezentanci kraju grający w klubie
Stan na lipiec 2016.
| - Jan Šimák | - Miroslav Slepička |